# Roderik
Roderik (spanska och portugisiska: Rodrigo, arabiska: لذريق, Ludharīq; dog 711 eller 712) var visigotisk kung av Hispania för en kort period mellan 710 och 712. Han är känd i legenden som "den sista kungen av visigoterna." I själva verket är han en mycket obskyr figur om vilken man med säkerhet kan säga mycket litet, men att han styrde en del av Iberia och hans motståndare styrde resten. Han besegrades vid Slaget vid Guadalete av de invaderande morerna som snart erövrade hela halvön. Hans änka Egilona tros ha gift sig med Abd al-Aziz ibn Musa, som senare mördades.

## Succession

### Usurpation
Enligt "Krönikan 754", invaderade Roderik "tumultartat" konungariket (regnum) med uppmuntran från (eller efter uppmaning av) senaten ("senatus")." Historiker har länge debatterat den exakta innebörden av dessa ord. Vad som är allmänt känt är att det inte var någon typisk palatskupp som hade inträffat vid tidigare tillfällen, utan snarare en våldsam invasion av slottet som kraftigt splittrade kungariket. 
Det är troligt att "invasionen" inte kom utifrån, eftersom ordet Regnum kan hänvisa till posten som kung, det är sannolikt att Roderik bara lade beslag på tronen.. Ändå är det möjligt att Roderik var en regional befälhavare (dux av Baetica i senare sägner) eller till och med var i exil när han iscensatte sin kupp.
Det "tumult" som omgav detta uppror var förmodligen våldsamt, men frågan om det handlade om avsättning eller avrättning av den laglige kungen Wittiza eller inte, eller var en följd av hans senare naturliga död har delat akademikerkåren. Vissa forskare anser att kungen Achila, som regerade i opposition till Roderik, i själva verket var Wittizas son och efterträdare och att Roderik hade försökt att göra anspråk på tronen från honom.
Senaten med vilken Roderik fullbordade sin kupp bestod förmodligen av "ledande aristokrater och kanske också några biskopar." Deltagandet av kyrkans män i upproret är omtvistad, vissa hävdar att stödet av biskoparna inte skulle ha lett till en handling som betecknas usurpation. Den ledande adeln tillsammans med kyrkans män hade varit det dominerande organet vid fastställandet av den visigotiska successionen sedan Reccared I regerade. Palatsofficerarna hade dock inte påverkats mycket av kungens åtgärder för att minska deras inflytande under det sista decenniet av kungariket, som deras verkställande av en kupp 711 visar.

### Riket delas
Efter kuppen delades riket i två fraktioner, med de sydvästra provinserna (Lusitanien och västra Carthaginiensis runt huvudstaden Toledo) i Roderiks händer och den nordöstra (Tarraconensis och Narbonensis) i händerna på Achila. Detta bekräftas av arkeologiska och numismatiska bevis. Tolv kvarvarande mynt, alla med namnet Rvdericvs, har präglats i Toledo, förmodligen hans huvudstad, och "Egitania", förmodligen Idanha-a-Velha. De regioner där mynten har upptäckts överlappar inte varandra och det verkar mycket troligt att de två härskarna styrde i opposition från olika regioner. Det är okänt till vem provinserna Gallaecia och Baetica föll. Det faktum att Roderik och Achila aldrig tycks ha kommit i militär konflikt förklaras förmodligen bäst av att Roderik var mer oroad för arabiska räder än av en formell delning av konungariket.
En visigotisk regeringslängd nämner "Ruderigus" som regerade i sju år och sex månader, medan två andra anger Achilas regeringstid på tre år som fortsättning på Chronicon Regum Visigothorum I motsats till regeringslängden, som inte har kunnat dateras, säger Krönikan 754, skriven i Toledo, att "Rudericus" regerade i ett år. Roderiks regeringstid dateras oftast till att börja 710 (sällan så tidigt som 709) eller, vanligare, 711 och har förlängts på senare tid till 711 eller 712. Achilas regeringstid började förmodligen kort efter Roderiks och varade fram till 713.

## Kriget med araberna
Enligt Krönikan för 754, samlade Roderik omedelbart efter att säkrat sin tron en styrka för att möta araberna och berberna (Mauri) som gjorde räder i södra delen av Iberiska halvön och hade förstört många städer under Tariq ibn Ziyad och andra muslimska generaler. Medan senare arabiska källor gör erövringen av Hispania till en engångsföreteelse som utfördes på order av guvernören Musa ibn Nosseyr av Ifriqiya, började enligt Krönikan, som var mycket närmare i tid till de faktiska händelserna, araberna göra oorganiserad räder och lyckades erövra halvön efter Roderiks tursamma död och kollapsen för den visigotiska adeln. Paulus Diaconus' Langobardernas historia, konstaterar att Saracens invaderade "hela Hispania" från Septem (Ceuta).
Roderik gjorde flera räder mot angriparna innan han blev övergiven av sina trupper och dödades i strid 712. Krönikan 754 påstår att vissa av de adelsmän som hade åtföljt Roderik på hans senaste expedition gjorde det av "ambition för riket", kanske med avsikten att göra det möjligt för honom att dö i strid så att de kunde säkra tronen för en av dem själva. Oavsett avsikterna, tycks de flesta av dem ha dött i striden. Andra historiker har föreslagit att låg moral bland soldaterna på grund av Roderiks omtvistade arv var orsaken till nederlaget. Majoriteten av Roderiks soldater kan ha varit dåligt utbildade och ovilliga till slavtjänstgöring, det var förmodligen få fria män som slogs för goterna.
Platsen för slaget är omtvistad. Striden ägde sannolikt rum nära mynningen av Guadaletefloden, därav namnet ”Slaget vid Guadalete”. Enligt Paul diakonen, var platsen den annars oidentifierade "Transductine promontories".
Enligt Krönikan för 754, intog araberna Toledo 711 och avrättade många adelsmän som fortfarande befann sig i staden under förevändningen att de hade hjälpt Oppas, en son till Egica, att fly. Eftersom detta ägde rum, enligt samma krönika, efter Roderiks seger, så måste antingen nederlaget flyttas tillbaka till 711 eller erövringen av Toledo skjutas tillbaka till 712. Enligt Collins är det senare mest troligt. Det är möjligt att Oppa som flydde från Toledo och var son till en tidigare kung var orsaken till det "inre raseri" som raserade Hispania vid den tid som anges i Krönikan. Kanske Oppa hade förklarats som kung i Toledo av Roderik och Achilas rivaler, antingen före Roderiks slutliga nederlag eller mellan hans död och det arabiska tagandet av Toledo. Om så är fallet, kan de adelsmän som hade "ambition för konungariket" ha varit Oppas anhängare som dödades i Toledo av araberna strax efter slaget i söder.
Roderik efterlämnade en änka, Egilona, som senare gifte sig med en av de arabiska landshövdingarna i Hispania.

## Legender
Efter kristnandet av visigoternas kungar, ökade de katolska biskoparnas makt, tills de vid synoden i Toledo 633 fick adelns rätt att välja en kung ur den kungliga familjen. När kung Ergica dog år 701, gick tronen över till hans son, Wittiza, som varit medregent sedan 693. När kung Wittiza avsattes eller dog 709, valde adeln Roderik, hertigen av Baetica, till kung som i sin tur besegrade arvtagarna till Wittiza som gjorde anspråk på tronen. 
Familjen Wittiza flydde sedan till Ceuta på den norra stranden av Maghreb. I Ceuta framtvingade de visigotiska rivalerna till Roderik tillsammans med arianerna och flyende judar förhandlingar med den katolska biskopen som kontrollerade den visigotiska monarkin. Det omgivande området i Maghreb har nyligen blivit erövrat av Musa Ibn Nosseyr, som satte in sin guvernör, Tariq ibn-Ziyad, i Tanger med en moriska armé på1700 män. 
Julian, hertig av Ceuta, som araberna kallade Ilyan, var Roderiks vasall men kom också allt bättre överens med Tariq, och familjen av Wittiza. Den egyptiske krönikören av den muslimska erövringen, Ibn Abd-el-Hakem, berättar ett och ett halvt århundrade senare att Julian hade skickat en av sina döttrar till den visigotiska hovet i Toledo för utbildning (och utom tvivel som säkerhet för Julians lojalitet) och att Roderik hade gjort henne gravid. Senare ballader och krönikor blåste upp denna historia och förklarade Julians fiendskap med Roderiks dåliga behandling av hans dotter. 
Vissa historiker hävdar att personlig maktpolitik kan ha spelat en större roll eftersom både Julian och Wittizas familj försökte ta makten i det visgotiska riket. I utbyte mot mark i Al-Andalus förde Julians fartyg Tariqs trupper över Herkulessundet (Gibraltarsundet). 
Under våren 711 låg Roderik ute i fälttåg mot baskerna och frankerna nära den nordiberiska staden Pamplona. Tariq, som informerats av Julian, som han lämnade efter sig bland köpmännen, korsade det västgotiska Hispania med en spaningsstyrka på omkring 1700 män, som seglade på natten och inte avslöjade sin storlek. Ibn Abd-el-Hakem rapporterade att "Andalus män inte hade upptäckt dem och trodde att de fartyg som åkte över och återvände var de handelsfartyg som för deras nytta åkte fram och tillbaka." Tariq och hans män marscherade upp så långt som till Cartagena vid kusten, sedan till Cordoba, där motståndet från den lokala visigotiska garnisonen till slut drivits tillbaka till staden. 
Roderik marscherade med sina styrkor söderut och mötte Tariqs män i slaget vid Rio Barbate eller Slaget vid Guadalete i provinsen Cadiz. Slaget ägde rum den 19 juli, 711. Roderiks armé på cirka 25000 män besegrades av Tariqs trupper med cirka 7000 man. 
Roderik tros ha dött i kampen, men hans exakta öde är okänt. Den visigotiska armén besegrades när flankerna som kommenderades av Roderiks släktingar Sisbert och Osbert deserterade. Hans nederlag lämnade visigoterna oorganiserade och utan ledare, och de överlevande flydde norrut till Écija nära Sevilla. 
Den stora majoriteten av Roderiks hov tros också ha blivit dödade i strid (en gammal tradition säger att han överlevde och försökte nå den norra halvön, för att besegra angriparna, men dog när han var på Guarda, i dagens Portugal, där vissa hävdar hans kropp begravdes). Det resulterande maktvakuumet tros ha hjälp Tariqs lord, Musa ibn Nusair, att erövra större delen av den iberiska halvön 718 och hela det visigotiska riket 725.

## I legender och litteratur
En visigotisk adelsman, Pelayo av Asturien, som undkom att tas tillfånga vid Guadaletefloden, kan ha varit en av kung Roderiks livvakter. Pelayo återvänte till sitt hemland Asturien (i norra delen av dagens Spanien) och blev ledare för ett uppror mot Munuza, den moriske guvernören i området. 
Den skotske författaren Walter Scott, och den engelske författaren Walter Savage Landor och Robert Southey har behandlat legenderna i samband med dessa händelser poetiskt: Scott i The Vision of Don Roderick 1811, Landor i sin tragedi Hertig Julian 1812, och Southey i Rodrik, den sista av Goterna 1814. 
Den amerikanske författaren Washington Irving återberättar legenderna i sin Legender om erövringen av Spanien, 1835 oftast skrivna när han bodde i landet. Dessa består av "Legend om Don Rodrik", "Legenden om underkastelsen av Spanien", och "Legenden om hertig Julian och hans familj." 
Rodrigo (opera) av Georg Friedrich Händel är en opera-version av konflikten mellan Roderik och Julian. 
Den vanliga spanska förnamnet Rodrigo, den vanliga efternamnet som härstammar från det Rodríguez (som betyder son till Rodrigo) och motsvarigheten på portugisiska Rodrigues kan alla härstamma direkt eller indirekt från den visigotiske kungens namn.